# Regió de Jabneel
|  | Per a altres significats, vegeu «Jabneel». |

La regió de Jabneel (o Hevel Yavne; en hebreu, חבל יבנה) és un consell regional que es troba a Israel en el Districte Central.
Agrupa en un municipi vuit nuclis de població:
- Qevuzat Yavne (קבוצת יבנה). Quibuts fundat per alemanys el 1929, es troba a 5 km a l'est d'Asdod.
- Bet Gamli'el (בית גמליאל). Moixav.
- Bene Darom (בני דרום). Moixav fundat el 1949 a 4 km d'Asdod. Produeix sobretot oli i olives, però també pasta i cogombrets.
- Nir Gallim (ניר גלים). Fundat el 1949.
- Ben Zakkay (בן זכאי). Fundat el 1950.
- Bet Rabban (בית רבן)
- Kerem BeYavneh (כרם יבנה). Fundat el 1963.
- Zofiyya (צופייה).